# 两碗镇
两碗镇，是中华人民共和国云南省昭通市水富市下辖的一个乡镇级行政单位。
2012年9月19日，云南省人民政府批复同意撤销两碗乡，设立两碗镇，镇人民政府驻地从两碗村迁移至花坛村青坪栈。

## 行政区划
两碗镇下辖以下地区：
两碗村、花坛村、石燕村、新滩村、成凤村和三角村。